# Jornada Astral
Jornada Astral foi um programa de entrevistas brasileiro apresentado por Angélica para a HBO Max de 21 de dezembro de 2021 a 15 de julho de 2022. Em cada episódio, a apresentadora recebeu um convidado para falar sobre astrologia e o impacto em sua vida e carreira, contando com o auxílio dos astrólogos Vitor di Castro e Paula Pires. A primeira e única temporada consistiu em 12 episódios.
Devido à fusão da WarnerMedia com a Discovery, o programa foi retirado do catálogo no dia 15 de julho de 2022, uma vez que a Warner Bros. Discovery estuda a possibilidade de unificar o conteúdo das duas empresas, com as atrações fazendo parte dos projetos exclusivos.

## Premissa
Após 24 anos na TV Globo, a apresentadora Angélica saiu do canal e assinou com a HBO Max para tomar à frente um programa de astrologia. A migração para a plataforma de streaming foi algo desejado pela apresentadora, que revelou: "Estou surfando essa onda e é diferente mesmo. No final, quem ganha é o público, com muitos conteúdos legais de formas fáceis de consumir. O artista também ganha muito mais espaço para trabalhar." Devido à pandemia da COVID-19, todo o processo de criação do programa fora feito de forma virtual.
Dividido em 12 episódios, um para cada signo, em cada um deles Angélica, Vitor di Castro e Paula Pires recebem dois convidados, tendo 24 participantes a primeira temporada. O programa apresenta um formato de entrevista, sendo dividido entre passado, presente e futuro em que as histórias são contadas pelos entrevistados e direcionadas pelos apresentadores por meio dos signos. Em cada episódio, as celebridades de mesmo signo solar acabam revelando e descobrindo coisas deles mesmos.

## Entrevistados
- Xuxa
- Eliana
- Sabrina Sato
- Kelly Key
- Thaynara OG
- Mônica Martelli
- Paola Antonini
- Fernanda Souza
- Rubens Barrichello
- Gilberto Gil
- Liniker
- Preta Gil
- Ricardo Tozzi
- Fernanda Abreu
- Luciano Huck
- Cleo
- Tiago Abravanel
- Clarice Falcão
- MC Guimê
- Luiz Fernando Guimarães
- Eri Johnson
- Maiara
- Caio Castro
- Lucy Alves

## Episódios
| №  | Título        | Lançamento             |
| -- | ------------- | ---------------------- |
| 1  | "Áries"       | 21 de dezembro de 2021 |
| 2  | "Touro"       | 21 de dezembro de 2021 |
| 3  | "Gêmeos"      | 21 de dezembro de 2021 |
| 4  | "Câncer"      | 21 de dezembro de 2021 |
| 5  | "Leão"        | 21 de dezembro de 2021 |
| 6  | "Virgem"      | 21 de dezembro de 2021 |
| 7  | "Libra"       | 21 de dezembro de 2021 |
| 8  | "Escorpião"   | 21 de dezembro de 2021 |
| 9  | "Sargitário"  | 21 de dezembro de 2021 |
| 10 | "Capricórnio" | 21 de dezembro de 2021 |
| 11 | "Aquário"     | 21 de dezembro de 2021 |
| 12 | "Peixes"      | 21 de dezembro de 2021 |